# Keshendeh-ye Bala
Keshendeh-ye Bala  é uma cidade do Afeganistão, localizada na província de Balkh.